# Maximilian Kolbe
Maximilian Maria Kolbe hay Maximilianô Maria Kolbê (tiếng Ba Lan: Maksymilian Maria Kolbe, 8 tháng 1 năm 1894 – 14 tháng 8, 1941) là một tu sĩ Dòng Phanxicô ở Ba Lan, người đã tự nguyện chết thay cho một người khác tại trại tập trung Auschwitz trong thời gian Đức chiếm đóng Ba Lan hồi Chiến tranh thế giới thứ hai.
Ông được Giáo hội Công giáo Rôma tuyên thánh vào ngày 10 tháng 10 năm 1982 bởi Giáo hoàng Gioan Phaolô II. Ông được tôn làm thánh quan thầy của những người tù nhân (đặc biệt là tù nhân chính trị), người cai nghiện, gia đình, nhà báo và các phong trào phò sự sống.

## Tiểu sử
Maximilian Kolbe sinh ngày 7 tháng 1 năm 1894 tại Zdunska Wola, Ba Lan (thời điểm đó thuộc Đế quốc Nga) với tên khai sinh là Raymond Kolbe. Cha ông là người Đức, còn mẹ là người Ba Lan. Thời thơ ấu của Kolbe chịu ảnh hưởng mạnh mẽ bởi Maria mà sau này ông kể lại rằng:
Đêm đó, tôi nài xin Đức Mẹ cho tôi được trở nên đứa con ngoan. Đức Mẹ hiện ra mang theo hai triều thiên sáng chói, một màu trắng và một màu đỏ. Thế rồi Đức Mẹ hỏi tôi thích chọn triều thiên nào. Màu trắng nghĩa là tôi sẽ được trở nên trong trắng và màu đỏ thì tôi sẽ trở thành một vị tử đạo. Tôi nói rằng tôi thích cả hai
Năm 1907, Kolbe và anh trai là Francis quyết định gia nhập Dòng Phanxicô. Họ vượt biên trái phép qua biên giới giữa Nga và Áo-Hung rồi gia nhập tu viện dòng Phanxicô ở Lwów. Ba năm sau, Kolbe đã được nhập vào nhà tập. Đến năm 1911, ông khấn tạm với tên là Maximilian.
Năm 1912, ông đã được gửi đến Kraków và cũng trong năm này, ông đến Roma để nghiên cứu triết học, thần học, toán học và vật lý. Tại Roma, ông khấn trọn vào năm 1914 với tên là Maximilian Maria để biểu thị lòng sùng kính của ông với Maria. Ông đậu bằng tiến sĩ triết học vào năm 1915 tại Đại học Giáo hoàng Gregorian và tiến sĩ thần học vào năm 1919 tại Đại học Giáo hoàng Thánh Bonaventura. Trong thời gian tu học ở Roma, ông đã chứng kiến các cuộc biểu tình kịch liệt chống lại Giáo hoàng Piô X và Giáo hoàng Biển Đức XV tại Rome do Hội Tam Điểm tổ chức. Để đối phó với làn sóng này, ông đã thành lập Đạo binh Đức Mẹ Vô Nhiễm với mong muốn qua lời chuyển cầu của Đức Mẹ, những người tội lỗi và những ai chống phá Giáo hội Công giáo trở về đường ngay nẻo chính.
Kolbe đã cho phát hành tờ Hiệp sĩ của Đức Mẹ Vô Nhiễm để rao giảng Phúc Âm. Ông cũng sử dụng radio để truyền bá đức tin Công giáo và lên tiếng chống lại sự tàn bạo của chế độ Quốc xã.
Năm 1918, Kolbe đã được thụ phong linh mục. Một năm sau, ông hồi hương Ba Lan vì nước này mới được độc lập. Tại đây, ông rất tích cực thúc đẩy việc sùng kính Maria Vô Nhiễm Nguyên Tội, sáng lập và giám sát các Thành phố của Đức Mẹ Vô Nhiễm (còn gọi là Niepokalanów) gần thủ đô Warsaw, một chủng viện, một trạm phát thanh, và một số tổ chức in ấn khác. Năm 1927, tu viện ở Niepokalanów đã trở thành một trung tâm xuất bản lớn.
Năm 1930, Kolbe rời Ba Lan để đến Nhật Bản và ở đó sáu năm. Lúc này, Kolbe bị buộc tội theo chủ nghĩa bài Do Thái. Tuy nhiên, những người làm việc thân cận với ông đã bác bỏ những cáo buộc đó vì thực ra Kolbe đã che chở cho người tị nạn Do Thái trong chiến tranh. Một nhân chứng kể rằng: "Khi người Do Thái đến xin tôi một mẩu bánh mì, tôi hỏi cha Maximilian rằng tôi cho họ bằng lương tâm được không? và ông trả lời: "Được, đó là điều cần thiết phải làm vì tất cả mọi người đều là anh em của chúng ta".
Từ năm 1930 đến 1936, ông đã thiết lập hàng loạt cơ sở tại Nhật Bản, trong đó có một tu viện ở vùng ngoại ô Nagasaki. Kolbe cũng cho xây dựng một tu viện trên sườn núi, khi xảy ra vụ ném bom nguyên tử xuống Hiroshima và Nagasaki, tu viện này đã được cứu thoát và vẫn còn đóng vai trò nổi bật trong Giáo hội Công giáo tại Nhật Bản cho đến ngày nay. Sau đó, ông trở về Ba Lan. 

## Trong trại tập trung
Năm 1939, Đức Quốc xã xâm lăng Ba Lan, thành phố Niepolalanów bị dội bom. Kolbe và các tu sĩ Phanxicô bị bắt vì đã che chở cho người Do Thái, nhưng sau đó chưa đầy ba tháng thì tất cả được trả tự do vào đúng ngày Lễ Đức Mẹ Vô Nhiễm Nguyên Tội. Ngày 17 tháng 2 năm 1941, ông lại bị bắt và giam tại nhà tù Pawiak, sau đó ông được chuyển đến trại tập trung Auschwitz với mã số tù nhân là #16670. Cuối tháng 7 năm 1941, có ba tù nhân trốn khỏi trại, khiến phó chỉ huy của Schutzstaffel bắt 10 người đàn ông chết thay bằng cách bỏ đói trong hầm ngầm để răn đe việc trốn trại. Một trong những người bị chọn có Franciszek Gajowniczek, anh này kêu lên: "Còn vợ tôi! con tôi nữa!". Kolbe động lòng thương và tình nguyện chết thay cho anh này.
Trong biệt ngục, Kolbe cử hành Thánh lễ mỗi ngày và hát thánh ca với các tù nhân.
Ông động viên rằng họ sẽ sớm được ở với Đức Mẹ Maria trên thiên đường. Sau hai tuần bỏ đói bỏ khát, chỉ còn Kolbe sống sót. Các lính canh muốn nhanh chóng kết liễu đời ông bằng cách tiêm một liều thuốc độc phenol. Một số nhân chứng kể rằng, khi ấy ông giơ cánh tay trái của mình lên và bình tĩnh chờ đợi mũi tiêm. Thi thể của ông được hỏa táng vào ngày 15 tháng 8, nhằm ngày Lễ Đức Mẹ Lên Trời.

## Tuyên thánh

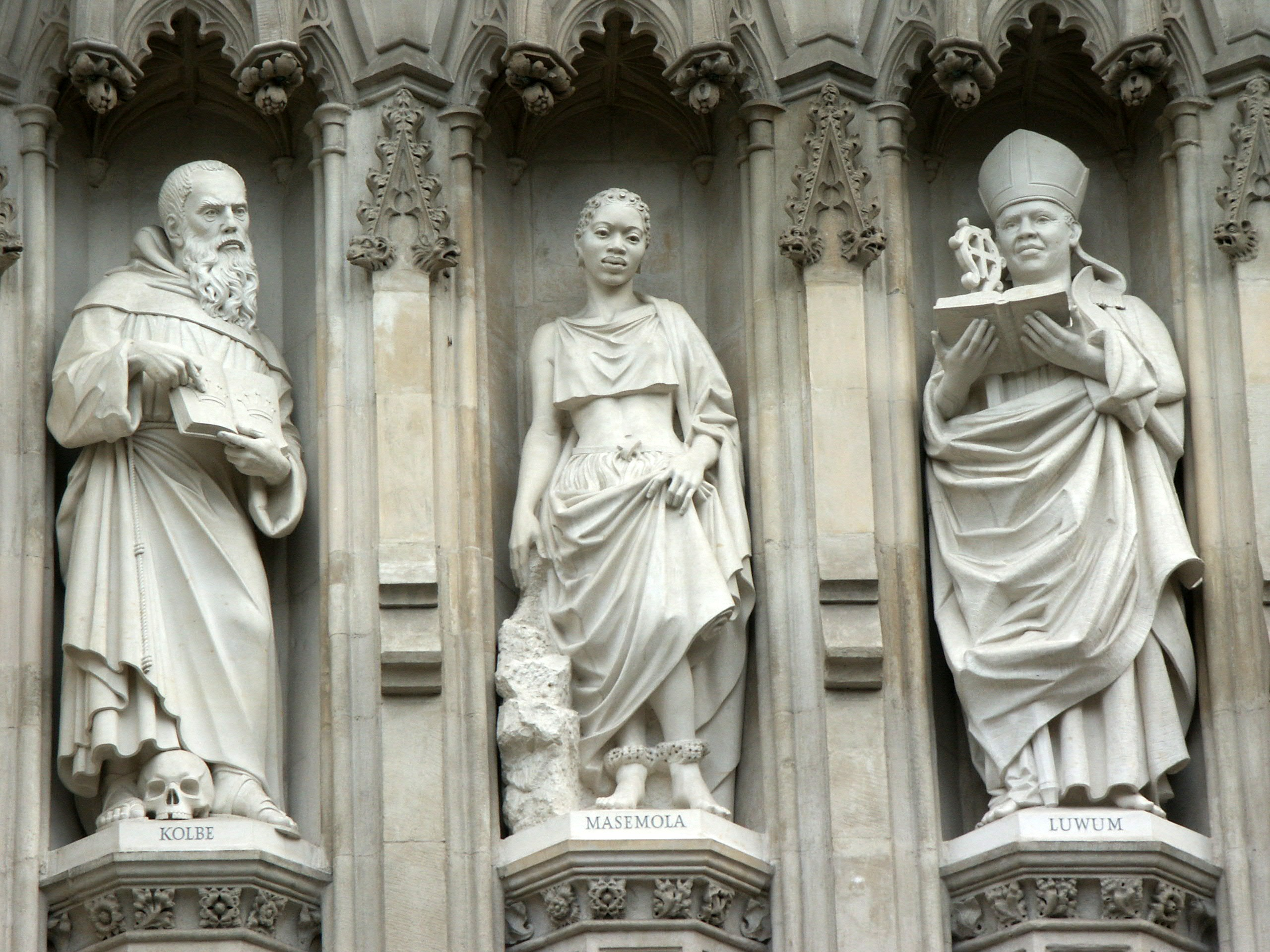
Tượng Kolbe (trái) tại Tu viện Westminster, Luân Đôn

Maximilian Kolbe được tuyên chân phước bởi Giáo hoàng Phaolô VI vào năm 1971 (nhưng không coi Kolbe là thánh tử đạo) và tuyên thánh bởi Giáo hoàng Gioan Phaolô II vào ngày 10 tháng 10 năm 1982 với sự tham dự của Franciszek Gajowniczek - bạn tù được ông thế mạng. Sau khi tuyên thánh, Giáo hoàng cũng tuyên bố Thánh Maximilian Kolbe là một thánh tử đạo thực sự. Phép lạ có sự chuyển cầu của thánh Maximilian là chữa bệnh lao ruột cho Angela Testoni (1948), chữa bệnh vôi hóa động mạch cho Francis Ranier (1950). Ông là một trong mười vị tử đạo của thế kỷ 20 đúc tượng và đặt ở cửa tây của Tu viện Westminster, Luân Đôn.